# О Даль-су
О Даль-су (кор. 오 달수; род. 15 июня 1968, Тэгу, Кёнсан-Пукто, Республика Корея) — южнокорейский актёр. Известен ролями Пак Чхоль Уна в культовом триллере «Олдбой» (2003) и Даль Гу в драматическом фильме «Ода моему отцу» (2014). Сыграл роль капитана Пак Ён Киля в сериале Netflix «Игра в кальмара» (2024—2025).

## Биография
Родился 15 июня 1968 года в Тэгу, провинция Кёнсан-Пукто, Южная Корея.
Детство и юность провёл в Пусане. В 1987 году был задержан на несколько дней во время Июньского восстания.
В 1990 году присоединился к труппе уличного театра «Ын Хи», в 2001 году основал собственную театральную компанию.
Получил известность после исполнения роли Пак Чхоль Уна в культовом триллере «Олдбой» (2003). В 2015 году удостоился сразу двух корейских национальных премий «Голубой дракон» и «Большой колокол» за роль Даль Гу в драматическом фильме «Ода моему отцу» (2014).
Исполнил роль капитана Пак Ён Киля во втором и третьем сезонах сериала «Игра в кальмара» от Netflix.

## Избранная фильмография
| Год       | Русское название | Оригинальное название | Роль                |
| --------- | ---------------- | --------------------- | ------------------- |
| 2003      | Олдбой           | 올드보이              | Пак Чхоль Ун        |
| 2014      | Ода моему отцу   | 국제시장              | Даль Гу             |
| 2024—2025 | Игра в кальмара  | 오징어 게임           | капитан Пак Ён Киль |

## Награды
Премия «Голубой дракон»:
2014 — Лучшая мужская роль второго плана («Ода моему отцу»)
Премия «Большой колокол»:
2014 — Лучшая мужская роль второго плана («Ода моему отцу»)